# National League 2017-2018 (Inghilterra)
La National League 2017-2018, conosciuta anche con il nome di Vanarama National League per motivi di sponsorizzazione, è stata la 39ª edizione del campionato inglese di calcio di quinta divisione, nonché il 14º con il formato attuale.

## Squadre partecipanti
| Squadra              | Città                       | Stadio                          | Stagione precedente                          |
| -------------------- | --------------------------- | ------------------------------- | -------------------------------------------- |
| AFC Fylde            | Wesham                      | Damson Park                     | 1º posto in National League North, promosso  |
| Aldershot Town       | Aldershot                   | Recreation Ground               | 5º posto in National League                  |
| Barrow               | Barrow-in-Furness           | Holker Street                   | 7º posto in National League                  |
| Boreham Wood         | Borehamwood                 | Meadow Park                     | 11º posto in National League                 |
| Bromley              | Londra (Bromley)            | Hayes Lane                      | 10º posto in National League                 |
| Chester              | Chester                     | Deva Stadium                    | 19º posto in National League                 |
| Dagenham & Redbridge | Londra (Barking e Dagenham) | Victoria Road                   | 4º posto in National League                  |
| Dover Athletic       | Dover                       | Crabble Athletic Ground         | 6º posto in National League                  |
| Eastleigh            | Eastleigh                   | Ten Acres                       | 15º posto in National League                 |
| Ebbsfleet United     | Northfleet                  | Stonebridge Road                | 2º posto in National League South, promosso  |
| Gateshead            | Gateshead                   | Gateshead International Stadium | 8º posto in National League                  |
| Guiseley             | Guiseley                    | Nethermoor Park                 | 20º posto in National League                 |
| Halifax Town         | Halifax                     | The Shay                        | 3º posto in National League North, promosso  |
| Hartlepool United    | Hartlepool                  | Victoria Park                   | 23º posto in Football League Two, retrocesso |
| Leyton Orient        | Londra (Leyton)             | Brisbane Road                   | 24º posto in Football League Two, retrocesso |
| Macclesfield Town    | Macclesfield                | Moss Rose                       | 9º posto in National League                  |
| Maidenhead United    | Maidenhead                  | York Road                       | 1º posto in National League South, promosso  |
| Maidstone United     | Maidstone                   | Gallagher Stadium               | 14º posto in National League                 |
| Solihull Moors       | Solihull                    | Damson Park                     | 16º posto in National League                 |
| Sutton United        | Londra (Sutton)             | Gander Green Lane               | 12º posto in National League                 |
| Torquay United       | Torquay                     | Plainmoor                       | 17º posto in National League                 |
| Tranmere Rovers      | Birkenhead                  | Prenton Park                    | 2º posto in National League                  |
| Woking               | Woking                      | Kingfield Stadium               | 18º posto in National League                 |
| Wrexham              | Wrexham                     | Racecourse Ground               | 13º posto in National League                 |

## Classifica finale
|  | Pos. | Squadra           | Pt | G  | V  | N  | P  | GF | GS | DR  |
|  | ---- | ----------------- | -- | -- | -- | -- | -- | -- | -- | --- |
|  | 1.   | Macclesfield Town | 92 | 46 | 27 | 11 | 8  | 67 | 46 | +21 |
|  | 2.   | Tranmere          | 82 | 46 | 24 | 10 | 12 | 78 | 46 | +32 |
|  | 3.   | Sutton Utd        | 79 | 46 | 23 | 10 | 13 | 67 | 53 | +14 |
|  | 4.   | Boreham Wood      | 75 | 46 | 20 | 15 | 11 | 64 | 47 | +17 |
|  | 5.   | Aldershot Town    | 75 | 46 | 20 | 15 | 11 | 64 | 52 | +12 |
|  | 6.   | Ebbsfleet Utd     | 74 | 46 | 19 | 17 | 10 | 64 | 50 | +14 |
|  | 7.   | Fylde             | 73 | 46 | 20 | 13 | 13 | 82 | 56 | +26 |
|  | 8.   | Dover Athletic    | 73 | 46 | 20 | 13 | 13 | 62 | 44 | +18 |
|  | 9.   | Bromley           | 70 | 46 | 19 | 13 | 14 | 75 | 58 | +17 |
|  | 10.  | Wrexham           | 70 | 46 | 17 | 19 | 10 | 49 | 39 | +10 |
|  | 11.  | Dag & Red         | 68 | 46 | 19 | 11 | 16 | 69 | 62 | +7  |
|  | 12.  | Maidenhead Utd    | 64 | 46 | 17 | 13 | 16 | 65 | 66 | −1  |
|  | 13.  | Leyton Orient     | 60 | 46 | 16 | 12 | 18 | 58 | 56 | +2  |
|  | 14.  | Eastleigh         | 56 | 46 | 13 | 17 | 16 | 65 | 72 | −7  |
|  | 15.  | Hartlepool Utd    | 56 | 46 | 14 | 14 | 18 | 53 | 63 | −10 |
|  | 16.  | Halifax Town      | 55 | 46 | 13 | 16 | 17 | 48 | 58 | −10 |
|  | 17.  | Gateshead         | 54 | 46 | 12 | 18 | 16 | 62 | 58 | +4  |
|  | 18.  | Solihull Moors    | 54 | 46 | 14 | 12 | 20 | 49 | 60 | −11 |
|  | 19.  | Maidstone Utd     | 54 | 46 | 13 | 15 | 18 | 52 | 64 | −12 |
|  | 20.  | Barrow            | 49 | 46 | 11 | 16 | 19 | 51 | 63 | −12 |
|  | 21.  | Woking            | 48 | 46 | 13 | 9  | 24 | 55 | 76 | −21 |
|  | 22.  | Torquay Utd       | 42 | 46 | 10 | 12 | 24 | 45 | 73 | −28 |
|  | 23.  | Chester           | 37 | 46 | 8  | 13 | 25 | 42 | 79 | −37 |
|  | 24.  | Guiseley          | 33 | 46 | 7  | 12 | 27 | 44 | 89 | −45 |

Legenda:
      Promosso in EFL League Two 2018-2019.
  Ammesso ai play-off.
      Retrocesso in National League North 2018-2019.
      Retrocesso in National League South 2018-2019.
Regolamento:
Tre punti a vittoria, uno a pareggio, zero a sconfitta.
In caso di arrivo di due o più squadre a pari punti, la graduatoria viene stilata secondo i seguenti criteri:
- differenza reti
- maggior numero di gol segnati
- maggior numero di vittorie
- classifica avulsa

Note:

AFC Fylde qualificato ai play off per miglior differenza reti rispetto all'ex aequo Dover Athletic.

## Spareggi

### Play-off

#### Tabellone
|  | Quarti di finale | Quarti di finale       | Quarti di finale |               |          | Semifinali | Semifinali     | Semifinali |  |  | Finale | Finale | Finale |  |
|  |                  |                        |                  |               |          |            |                |            |  |  |        |        |        |  |
|  |                  |                        |                  |               |          | 2          | Tranmere (dts) | 4          |  |  |        |        |        |  |
|  |                  |                        |                  |               |          | 2          | Tranmere (dts) | 4          |  |  |        |        |        |  |
|  |                  |                        |                  | Ebbsfleet Utd | 2        |            |                |            |  |  |        |        |        |  |
|  | 5                | Aldershot Town         | 1                | Ebbsfleet Utd | 2        |            |                |            |  |  |        |        |        |  |
|  | 5                | Aldershot Town         | 1                |               |          |            |                |            |  |  |        |        |        |  |
|  | 6                | Ebbsfleet U. (4-5 dcr) | 1                |               |          |            |                |            |  |  |        |        |        |  |
|  | 6                | Ebbsfleet U. (4-5 dcr) | 1                |               | Tranmere | Tranmere   | 2              |            |  |  |        |        |        |  |
|  |                  |                        |                  |               |          |            |                |            |  |  |        |        |        |  |
|  |                  |                        | Boreham Wood     | Boreham Wood  | 1        |            |                |            |  |  |        |        |        |  |
|  |                  |                        |                  | Boreham Wood  | 1        |            |                |            |  |  |        |        |        |  |
|  |                  |                        |                  |               |          |            |                |            |  |  |        |        |        |  |
|  |                  |                        |                  |               |          |            |                |            |  |  |        |        |        |  |
|  |                  | 3                      | Sutton Utd       | 2             |          |            |                |            |  |  |        |        |        |  |
|  |                  |                        |                  | 2             |          |            |                |            |  |  |        |        |        |  |
|  |                  |                        |                  | Boreham Wood  | 3        |            |                |            |  |  |        |        |        |  |
|  | 4                | Boreham Wood           | 2                | Boreham Wood  | 3        |            |                |            |  |  |        |        |        |  |
|  | 4                | Boreham Wood           | 2                |               |          |            |                |            |  |  |        |        |        |  |
|  | 7                | AFC Fylde              | 1                |               |          |            |                |            |  |  |        |        |        |  |

#### Quarti di finale
|                | Risultati     |                  | Luogo e data               |
| -------------- | ------------- | ---------------- | -------------------------- |
| Aldershot Town | 1-1 (4-5 dcr) | Ebbsfleet United | Aldershot, 2 maggio 2018   |
| Boreham Wood   | 2-1           | AFC Fylde        | Borehamwood, 3 maggio 2018 |
|                |               |                  |                            |

#### Semifinali
|                 | Risultati |                  | Luogo e data                   |
| --------------- | --------- | ---------------- | ------------------------------ |
| Tranmere Rovers | 4-2 (dts) | Ebbsfleet United | Birkenhead, 5 maggio 2018      |
| Sutton United   | 2-3       | Boreham Wood     | Londra (Sutton), 6 maggio 2018 |
|                 |           |                  |                                |

#### Finale
|                 | Risultati |              | Luogo e data                     |
| --------------- | --------- | ------------ | -------------------------------- |
| Tranmere Rovers | 2-1       | Boreham Wood | Londra (Wembley), 12 maggio 2018 |
|                 |           |              |                                  |

## Statistiche

### Individuali

#### Classifica marcatori
| Gol |  |  | Giocatore      | Squadra          |
| --- |  |  | -------------- | ---------------- |
| 24  |  |  | Andy Cook      | Tranmere Rovers  |
| 24  |  |  | Danny Rowe     | AFC Flyde        |
| 22  |  |  | Macauley Bonne | Leyton Orient    |
| 19  |  |  | Bruno Andrade  | Boreham Wood     |
| 19  |  |  | James Norwood  | Tranmere Rovers  |
| 16  |  |  | Josh Rees      | Bromley          |
| 15  |  |  | Ryan Bird      | Dover Athletic   |
| 15  |  |  | Danny Kedwell  | Ebbsfleet United |